# Louis Huybrechts
Pierre Louis Joseph Huybrechts (Anvers, 21 de febrer de 1875 - 1963) va ser un regatista belga que va competir durant a començaments del segle xx.
El 1908 va prendre part en els Jocs Olímpics de Londres, on va guanyar la medalla de plata en la categoria de 6 metres del programa de vela. Huybrechts navegà a bord del Zut junt al seu germà, Léon Huybrechts, i Henri Weewauters.